# Stazione di Gaggiano
La stazione di Gaggiano è una fermata ferroviaria posta sulla linea Milano-Mortara, a servizio dell'omonimo comune.

## Storia

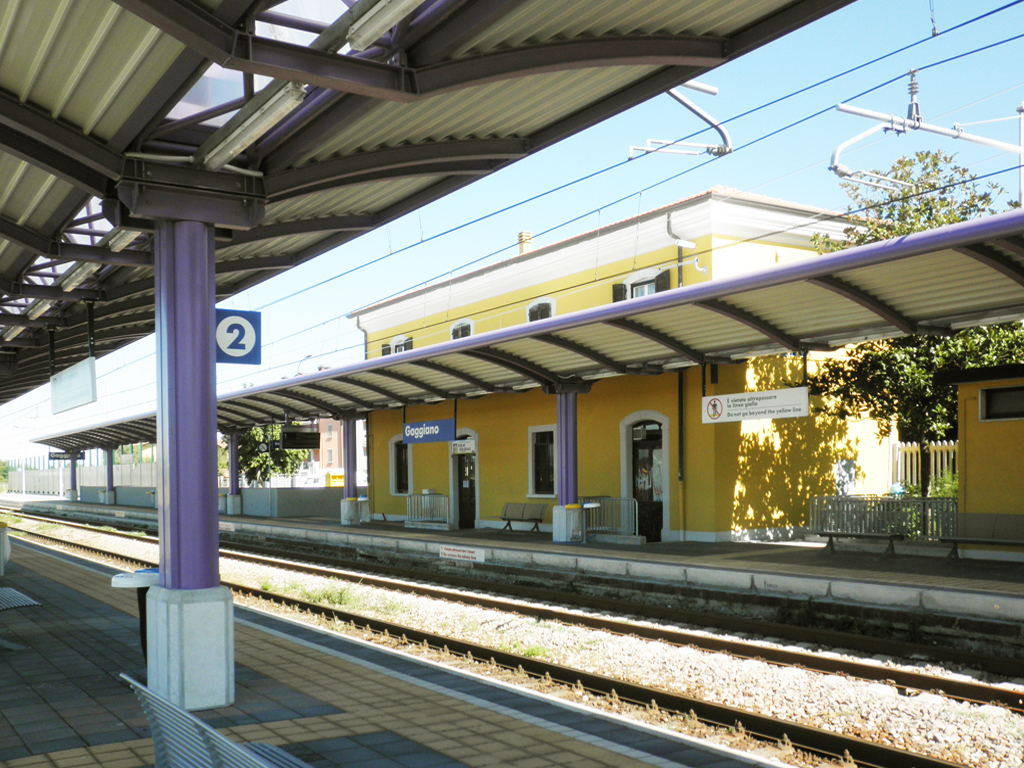
Il piazzale binari

La stazione fu attivata nel 1870, in contemporanea con la tratta da Milano a Vigevano, che completava la linea Milano-Mortara.
Nel 1965 venne attivato l'esercizio a trazione elettrica, a corrente continua alla tensione di 3 kV.
In seguito al raddoppio del binario, attivato il 7 dicembre 2009, venne declassata a fermata, mantenendo i 2 binari precedenti. Nella stessa occasione i marciapiedi furono dotati di pensiline.

## Strutture ed impianti
La fermata conta 2 binari, uno per ogni senso di marcia, serviti da 2 banchine laterali collegate da un sottopassaggio.

Il fabbricato viaggiatori, risalente all'epoca di apertura della linea, è oggi utilizzato come sede per alcune associazioni civiche. In alcuni orari ad alta frequentazione (in particolare di primo mattino lavorativo) offrono servizio di rivendita biglietti o caffè. Altrimenti, la rivendita più vicina si trova ad alcuni minuti di cammino.
In passato, era presente un piccolo scalo merci, fornito di un magazzino merci ancora esistente.

## Movimento
La fermata è servita dai treni della linea S9 (Saronno-Milano-Albairate) del servizio ferroviario suburbano di Milano, con frequenza semioraria.

## Servizi
La stazione è classificata da RFI nella categoria "Silver".
Le banchine a servizio dei binari sono collegate tra loro tramite un sottopassaggio pedonale.